# Robert Robinson
Robert Robinson FRS FRSE(Chesterfield, Inglaterra 13 de septiembre de 1886-Great Missenden, 8 de febrero de 1975) fue un químico y profesor universitario inglés galardonado con el Premio Nobel de Química del año 1947 «por su investigación sobre productos vegetales (antocianinas), especialmente los alcaloides». En 1947, también recibió la Medalla de la Libertad con Palma de Plata.

## Biografía
Nació en Rufford House Farm, cerca de Chesterfield, Derbyshire, hijo de James Bradbury Robinson, fabricante de apósitos quirúrgicos, y de su esposa, Jane Davenport.
Robinson estudió en la Chesterfield Grammar School y en la Fulneck School privada. Después estudió  química en la Universidad de Mánchester, donde se licenció en 1905. En 1907 obtuvo una Beca de Investigación de la Comisión Real para la Exposición de 1851, para continuar sus investigaciones en la Universidad de Mánchester.
Fue nombrado primer catedrático de Química Orgánica Pura y Aplicada en la Escuela de Química de la Universidad de Sídney en 1912. Estuvo brevemente en la Universidad de St Andrews (1920-22) y luego le ofrecieron la cátedra de Química Orgánica en la Universidad de Mánchester. En 1928 se trasladó de allí para ser profesor en el University College de Londres, donde permaneció sólo dos años. Entre 1930 y 1954 fue catedrático de Química en la Universidad de Oxford y miembro del Magdalen College de Oxford. Fue jefe del laboratorio Dyson Perrins durante ese mismo período.
Robinson fue elegido miembro internacional de la Academia Nacional de Ciencias de Estados Unidos en 1934, miembro internacional de la American Philosophical Society en 1944, y Miembro Honorario Internacional de la American Academy of Arts and Sciences en 1948.
Robinson Close, en la Science Area de Oxford, lleva su nombre, al igual que el Laboratorio Robert Robinson de la Universidad de Liverpool, el Laboratorio Sir Robert Robinson de Química Orgánica de la Universidad de Mánchester y los laboratorios Robinson y Cornforth de la Universidad de Sídney.
En 1931 fue nombrado Caballero del Imperio Británico por el rey Jorge V y entre 1945 y 1950 fue presidente de la Royal Society de Londres. También fue laureado de la Medalla Faraday, la Medalla Davy en 1930 y de la Medalla Royal en 1932.
Robinson era un gran aficionado al ajedrez. Representó a la Universidad de Oxford en un partido amistoso con un equipo de Bletchley Park en diciembre de 1944; en la que perdió su partida contra el informático pionero I. J. Good. Fue presidente de la Federación Británica de Ajedrez de 1950 a 1953, y con Raymond Edwards fue coautor del libro ''The Art and Science of Chess'' (Batsford, 1972).
Robinson falleció el 8 de febrero de 1975 en su residencia de Great Missenden, situada en el condado de Buckinghamshire.

## Investigaciones científicas
Su síntesis de tropinona (un precursor de atropina y benztropina) en 1917 no sólo fue un gran paso en alcaloide química, sino que también demostró que reacción en tándems en una síntesis de una sola olla son capaces de formar molécula bicíclicas.
Inventó el símbolo del benceno que tiene un círculo en el centro mientras trabajaba en la Universidad de St Andrews en 1923. Es conocido por inventar el uso de la flecha rizada para representar el movimiento de los electrones, y también es conocido por descubrir las estructuras moleculares de la morfina y la penicilina. La anulación Robinson ha tenido aplicación en la síntesis total de esteroides.
Junto con Edward Charles Dodds, Robinson también había participado en la síntesis original del dietilestilboestrol.
En 1946 determinó la estructura de la estricnina.